# Gino Priolo
Gino Priolo (Bari, 15 ottobre 1912 – Cielo della Sicilia orientale, 19 luglio 1943) è stato un militare e aviatore italiano, decorato con la Medaglia d'oro al valor militare alla memoria durante la seconda guerra mondiale.

## Biografia
Nacque a Bari il 15 ottobre 1912. Dopo aver conseguito la maturità presso il Liceo classico Rinaldini di Ancona, si arruolò nella Regia Aeronautica venendo ammesso a frequentare la Regia Accademia Aeronautica di Caserta il 12 ottobre 1932. Nominato sottotenente pilota due anni dopo, fu destinato al 14º Stormo Bombardamento Terrestre, venendo promosso tenente nel 1936. In quello stesso anno fu mandato in Libia, rimanendovi fino al 1938. l'anno successivo fu messo in aspettativa a causa della perdita della vista ad un occhio, dopo un incidente di volo. Ripresi gli studi, conseguì la laurea in giurisprudenza presso l'università di Palermo nel giugno 1940, all'atto dell'entrata in guerra del Regno d'Italia.
Nel marzo del 1942, dietro sua domanda, fu richiamato in servizio attivo ed inviato presso la Scuola di pilotaggio di Aviano, e poi a frequentare il corso di specializzazione presso il 1º Nucleo di addestramento di assalto. Promosso capitano fu assegnato al 5º Stormo d'assalto, comandato prima da Nobili e poi dall'asso Giuseppe Cenni, assumendo il comando della 208ª Squadriglia del 101º Gruppo Bombardamento a Tuffo, allora equipaggiata con i cacciabombardieri Reggiane Re.2002 Ariete. 
Perse la vita in combattimento il 19 luglio 1943, durante un attacco contro unità navali nemiche. Ingaggiato combattimento contro un aereo avversario lo abbatteva, ma fu a sua volta colpito e il suo velivolo precipitò al suolo. Per onorarne il coraggio fu decretata la concessione della Medaglia d'oro al valor militare alla memoria. Nel settembre 1967 viene intitolato a suo nome il ricostituito 8º Stormo sull'aeroporto di Cervia-Pisignano.

### Fonti
1. 1 2  Ufficio Storico dell'Aeronautica Militare 1969, p. 239.
2. 1 2 3  Combattenti Liberazione.
3. 1 2 3  Gruppo Medaglie d'Oro al Valor Militare 1965, p. 259.
4. ↑   Quirinale - visto 20 aprile 2019
5. ↑  F.O. n.26 pag.2, Bollettino Ufficiale 1944, supl. 2, pag.1 e disp.19 pag.24.